# Benedettine dell'adorazione perpetua del Santissimo Sacramento
Le Benedettine dell'adorazione perpetua del Santissimo Sacramento sono religiose di voti solenni appartenenti alla congregazione monastica fondata a Parigi nel 1653 da Caterina di Bar: sono organizzate in monasteri autonomi.

## Storia

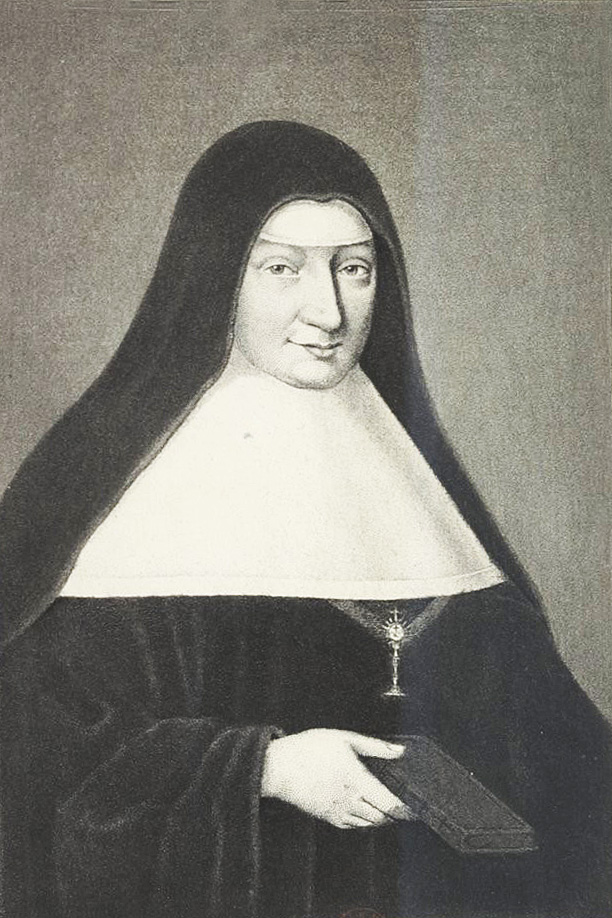
Caterina di Bar (madre Matilde del Santissimo Sacramento), fondatrice della congregazione

La congregazione venne fondata da Caterina di Bar (1614-1698), in religione madre Mectilde del Santissimo Sacramento, e da alcune altre nobildonne (la marchesa di Boves, la contessa di Châteauvieux) con il sostegno della regina di Francia Anna d'Austria: il 25 marzo 1653, in una cappella in rue du Bac a Parigi, le prime religiose iniziarono la pratica dell'adorazione del Santissimo Sacramento esposto con l'intenzione di dare inizio a un nuovo monastero di benedettine riformate dedite all'adorazione eucaristica perpetua; in seguito la comunità si trasferì in rue Férou e il 12 marzo 1654, in presenza della regina, venne stabilita la clausura.
I monasteri dell'Adorazione perpetua si diffusero rapidamente in tutta la Francia e poi in Polonia. Il 10 dicembre 1676, con la bolla Militantis ecclesiae, papa Innocenzo XI approvò la congregazione.

## Attività e diffusione
Le benedettine dell'Adorazione perpetua sono monache di clausura dedite all'adorazione eucaristica ininterrotta in spirito di riparazione ed espiazione dei peccati del mondo. Sono organizzate in monasteri canonicamente autonomi retti da una priora eletta con mandato triennale e riuniti in sei federazioni: le case sono presenti in Francia, Belgio, Paesi Bassi, Germania, Italia e Polonia.
Al 31 dicembre 2005 la congregazione contava 665 tra religiose professe e novizie in 42 monasteri.